# Справа передається до суду
«Справа передається до суду» — радянський телефільм 1976 року, знятий режисером Валеріаном Квачадзе на кіностудії «Грузія-фільм».

## Сюжет
Телефільм-кіноповість про молоду помічницю прокурора Ліану Девдаріані, якій довірили завершити роботу у справі про міст. Провівши власне розслідування, вона розуміє, що притягнутий до кримінальної відповідальності інженер Сартанія насправді не винний. Ліана не тільки виправдовує безневинно засудженого, але й викриває справжніх винуватців трагедії, що спричинила людські жертви.

## У ролях
- Марина Джанашія — Ліана Девдаріані, помічник прокурора
- Давид Абашидзе — Іраклій Розмадзе, прокурор
- Акакій Васадзе — Гордозіані, інженер на пенсії
- Валеріан Квачадзе — Габашвілі
- Георгій Гегечкорі — Сартанія, інженер, притягнутий до кримінальної відповідальності
- Л. Карасашвілі — Анета, дружина Сартанії
- Зураб Шілакадзе — Анзор Гуджабідзе, будівельник, рибалок-браконьєр
- Гурам Пірцхалава — Арчіл Саванелі, наречений Ліани Девдаріані, інженер-мостовик, викладач
- Едішер Магалашвілі — Михайло Євгенідзе
- Н. Капанадзе — епізод
- Давид Квірцхалія — помічник прокурора

## Знімальна група
- Режисер — Валеріан Квачадзе
- Сценарист — Олександр Чхаїдзе
- Оператор — Гіві Рачвелішвілі
- Композитор — Сулхан Насідзе
- Художник — Микола Казбегі